# Crioa perspicua
Crioa perspicua är en fjärilsart som beskrevs av Turner 1942. Crioa perspicua ingår i släktet Crioa och familjen nattflyn. Inga underarter finns listade i Catalogue of Life.